# 六溴合铼(IV)酸钾
六溴合铼(IV)酸钾是一种配位化合物，化学式为K2ReBr6。它可由高铼酸钾在浓氢溴酸中被还原剂（如碘离子、亚铬离子、二氧化硫、肼、甲醛、次磷酸等）还原得到。

## 反应
六溴合铼(IV)酸钾在乙醇中和4-异氰基甲苯反应，加水后可以得到暗绿色的三溴化三(4-异氰基甲苯)铼。
它和四甲基溴化铵、溴反应，可以得到[(CH3)4N]2{[ReBr6](Br2)}。

## 延伸阅读
- Gubanov, A. I., Korenev, S. V., Gromilov, S. A., Baidina, I. A., & Venediktov, A. B. (2000). Syntheses and X-ray studies of the complexes [M(NH3)4][M′X6] (M = Pt, Pd; M′ = Re, Os; X = Cl, Br). Journal of Structural Chemistry, 41(2), 340–343. doi:10.1007/bf02741603.